# Rajd Argentyny 1983
Rajd Argentyny 1983 (3. Marlboro Rally Argentina) – 3 Rajd Argentyny, rozgrywany w Argentynie w dniach 2-6 sierpnia. Była to ósma runda Rajdowych Mistrzostw Świata w roku 1983. Rajd został rozegrany na szutrze.

## Zwycięzcy odcinków specjalnych[1]
| Etap | Data       | OS | Godzina | Nazwa                                   | Długość   | Zwycięzca                   | Czas    | Śred. pręd  | Lider rajdu    |
| ---- | ---------- | -- | ------- | --------------------------------------- | --------- | --------------------------- | ------- | ----------- | -------------- |
| 1    | 2 sierpnia | 1  | b.d.    | Fray Louis Beltran - Valle Azul         | 81,50 km  | Stig Blomqvist              | 25:48   | 189,53 km/h | Stig Blomqvist |
| 1    | 2 sierpnia | 2  | b.d.    | Valle Azul - Paso Córdoba               | 83,70 km  | Hannu Mikkola               | 27:12   | 184,63 km/h | Stig Blomqvist |
|      |            |    |         |                                         |           |                             |         |             | Stig Blomqvist |
| 2    | 4 sierpnia | 3  | b.d.    | Zapala - Rahue                          | 108,60 km | Stig Blomqvist              | 42:16   | 154,16 km/h | Stig Blomqvist |
| 2    | 4 sierpnia | 4  | b.d.    | Rahue - El Tropezon                     | 81,80 km  | Stig Blomqvist              | 37:05   | 132,35 km/h | Stig Blomqvist |
| 2    | 4 sierpnia | 5  | b.d.    | Confluencia Traful - Villa la Angostura | 89,40 km  | Hannu Mikkola               | 59:11   | 90,63 km/h  | Stig Blomqvist |
| 2    | 4 sierpnia | 6  | b.d.    | Villa la Angostura - Nahuel             | 37,31 km  | Michèle Mouton              | 25:00   | 89,54 km/h  | Stig Blomqvist |
|      |            |    |         |                                         |           |                             |         |             | Stig Blomqvist |
| 3    | 5 sierpnia | 7  | b.d.    | Lago Guillermo - Los Repollos           | 61,90 km  | Michèle Mouton              | 43:21   | 85,67 km/h  | Stig Blomqvist |
| 3    | 5 sierpnia | 8  | b.d.    | Biff - Cholila                          | 22,50 km  | Stig Blomqvist              | 9:06    | 148,35 km/h | Stig Blomqvist |
| 3    | 5 sierpnia | 9  | b.d.    | Cholila - Esquel                        | 106,30 km | Markku Alén                 | 54:50   | 116,32 km/h | Stig Blomqvist |
| 3    | 5 sierpnia | 10 | b.d.    | Esquel - Leleque                        | 72,40 km  | Shekhar Mehta               | 28:12   | 154,04 km/h | Stig Blomqvist |
| 3    | 5 sierpnia | 11 | b.d.    | Leleque - El Maiten                     | 31,20 km  | Shekhar Mehta               | 10:27   | 179,14 km/h | Stig Blomqvist |
| 3    | 5 sierpnia | 12 | b.d.    | Norquinco - Pilcaniyeu                  | 104,60 km | Markku Alén                 | 45:34   | 137,73 km/h | Hannu Mikkola  |
| 3    | 5 sierpnia | 13 | b.d.    | Pilcaniyeu - Cerro Leozzgus             | 48,33 km  | Michèle Mouton              | 19:05   | 151,95 km/h | Hannu Mikkola  |
|      |            |    |         |                                         |           |                             |         |             | Hannu Mikkola  |
| 4    | 6 sierpnia | 14 | b.d.    | Colonia Suiza - Route 258               | 29,40 km  | Stig Blomqvist              | 17:44   | 99,47 km/h  | Hannu Mikkola  |
| 4    | 6 sierpnia | 15 | b.d.    | Conflencia - Angostura 1                | 89,40 km  | Hannu Mikkola Shekhar Mehta | 56:57   | 94,19 km/h  | Hannu Mikkola  |
| 4    | 6 sierpnia | 16 | b.d.    | Angostura - Nahuel 1                    | 58,30 km  | Shekhar Mehta               | 24:15   | 144,25 km/h | Hannu Mikkola  |
| 4    | 6 sierpnia | 17 | b.d.    | Conflencia - Angostura 2                | 89,40 km  | Stig Blomqvist              | 1:00.06 | 89,25 km/h  | Hannu Mikkola  |
| 4    | 6 sierpnia | 18 | b.d.    | Angostura - Nahuel 2                    | 58,30 km  | Michèle Mouton              | 24:46   | 141,24 km/h | Hannu Mikkola  |

| Zwycięzcy OS-ów | Zwycięzcy OS-ów |
| Kierowca        | Ilość           |
| --------------- | --------------- |
| Stig Blomqvist  | 6               |
| Shekhar Mehta   | 4               |
| Michèle Mouton  | 4               |
| Hannu Mikkola   | 3               |
| Markku Alén     | 2               |

## Wyniki końcowe rajdu[2]
| Msc.                   | Kierowca               | Pilot                  | Samochód               | Czas                   | Strata                 | Grupa                  | Punkty                 |                        |
| Klasyfikacja generalna | Klasyfikacja generalna | Klasyfikacja generalna | Klasyfikacja generalna | Klasyfikacja generalna | Klasyfikacja generalna | Klasyfikacja generalna | Klasyfikacja generalna | Klasyfikacja generalna |
| ---------------------- | ---------------------- | ---------------------- | ---------------------- | ---------------------- | ---------------------- | ---------------------- | ---------------------- | ---------------------- |
| 1                      | Hannu Mikkola          | Arne Hertz             | Audi Quattro A2        | 10:18.54               | 0.0                    | B12                    | 20                     |                        |
| 2.                     | Stig Blomqvist         | Björn Cederberg        | Audi Quattro A2        | 10:21.28               | +2.34                  | B12                    | 15                     |                        |
| 3.                     | Michèle Mouton         | Fabrizia Pons          | Audi Quattro A2        | 10:25.35               | +6.41                  | B12                    | 12                     |                        |
| 4.                     | Shekhar Mehta          | Yvonne Mehta           | Audi Quattro A2        | 10:40.02               | +21.08                 | B12                    | 10                     |                        |
| 5.                     | Markku Alén            | Ilkka Kivimäki         | Lancia Rally 037       | 10:50.12               | +31.18                 | B12                    | 8                      |                        |
| 6.                     | Franz Wurz             | Rudi Stohl             | Audi 80 Quattro        | 12:09.37               | +1:50.43               | A8                     | 6                      |                        |
| 7.                     | Ernesto Soto           | Mario Stillo           | Renault 18 GTX         | 12:40.48               | +2:18.54               | A7                     | 4                      |                        |
| 8.                     | Jorge Recalde          | Jorge del Buono        | Renault 18 GTX         | 13:01.04               | +2:42.10               | A7                     | 3                      |                        |
| 9.                     | Carlos Celis           | Ernesto Quiróz         | Renault 12 TS          | 13:51.06               | +3:25.12               | A6                     | 2                      |                        |
| 10.                    | Gerardo Campo          | Omar Carbonari         | Renault 12 TS          | 14:54.25               | +4:27.31               | A6                     | 1                      |                        |

## Klasyfikacja po 8 rundach
Tabele przedstawiają tylko pięć pierwszych miejsc.

### Kierowcy
| Lp. | Kierowca       | Pkt |
| --- | -------------- | --- |
| 1   | Walter Röhrl   | 87  |
| 2   | Hannu Mikkola  | 85  |
| 3   | Markku Alén    | 68  |
| 4   | Stig Blomqvist | 54  |
| 5   | Michèle Mouton | 49  |

### Producenci
| Lp. | Producent | Pkt |
| --- | --------- | --- |
| 1   | Lancia    | 96  |
| 2   | Audi      | 80  |
| 3   | Opel      | 52  |
| 4   | Nissan    | 48  |
| 5   | Renault   | 27  |